# Anatol Dutta
Anatol Dutta (* 1976 in München) ist ein deutscher Rechtswissenschaftler und Inhaber des Lehrstuhls für Bürgerliches Recht, Internationales Privatrecht und Rechtsvergleichung an der Juristischen Fakultät der Ludwig-Maximilians-Universität München.

## Leben
Anatol Dutta studierte von 1997 bis 2002 Rechtswissenschaft an der Ludwig-Maximilians-Universität München. Nach der Ersten Juristischen Staatsprüfung folgte 2003 der Erwerb des Magister Juris (M. Jur.) an der Universität Oxford. Die Promotion an der Universität Hamburg erfolgte im Jahr 2006. Von 2007 bis 2014 war er Referent am Max-Planck-Institut für ausländisches und internationales Privatrecht in Hamburg, wo er Mitarbeiter von Jürgen Basedow war. Im Dezember 2012 habilitierte er sich an der Universität Hamburg, wo er die Lehrbefugnisse für die Fächer Bürgerliches Recht, Internationales Privat- und Verfahrensrecht, Rechtsvergleichung, Zivilverfahrensrecht, Handels- und Wirtschaftsrecht sowie Völkerrecht erhielt.
Nach Lehrstuhlvertretungen an den Universitäten Passau und Regensburg nahm er im Dezember 2013 einen Ruf auf eine Professur an der Universität Regensburg an, die Ernennung zum Universitätsprofessor erfolgte im April 2014. Einen weiteren Ruf an die Rheinische Friedrich-Wilhelms-Universität Bonn lehnte er 2015 ab.
Zum Sommersemester 2017 wechselte Anatol Dutta an die Ludwig-Maximilians-Universität München, wo er Inhaber des Lehrstuhls für Bürgerliches Recht, Internationales Privatrecht und Rechtsvergleichung ist.

## Forschung
Zum Gegenstand seiner Habilitationsschrift machte Anatol Dutta die Frage „Warum Erbrecht?“.
- Warum Erbrecht? Das Vermögensrecht des Generationenwechsels in funktionaler Betrachtung. Mohr Siebeck Verlag, Tübingen 2014, ISBN 978-3-16-152728-9.

## Auszeichnungen
Für seine Dissertation wurde Anatol Dutta mit der Otto-Hahn-Medaille der Max-Planck-Gesellschaft ausgezeichnet. Während seines Studiums war er Stipendiat der Studienstiftung des deutschen Volkes.

## Mitgliedschaften
Anatol Dutta ist Mitglied der Deutschen Gesellschaft für Internationales Recht, des Gerd-Bucerius-Gesprächskreises der ZEIT-Stiftung Ebelin und Gerd Bucerius, der Gesellschaft für Rechtsvergleichung, der Wissenschaftlichen Vereinigung für Familienrecht, der Wissenschaftlichen Vereinigung für Internationales Verfahrensrecht, der Zivilrechtslehrervereinigung, der Juristische Studiengesellschaft Regensburg sowie des Deutschen Familiengerichtstages.
Seit 2010 ist er Mitglied im Wissenschaftlichen Beirat des Bundesverbands Deutscher Standesbeamter und seit 2015 Mitglied im Deutschen Rat für Internationales Privatrecht (Bundesjustizministerium) sowie der Expertengruppe der Europäischen Kommission zur Reform der Brüssel-IIa-Verordnung. Weiter ist Anatol Dutta korrespondierendes Mitglied des Cambridge Family Law Centre an der Universität Cambridge (seit 2016) und Mitglied der Reformkommission des Deutschen Familiengerichtstags (seit 2017).